# Denis Rey
Pour les articles homonymes, voir Rey.
Denis Rey, né le 9 février 1966 à La Tronche, en Isère, est un ancien skieur alpin français.
Il est l'un des quatre membres de l'équipe des "top guns" formée et entrainée par Serge Guillaume en marge des infrastructures de la fédération française de ski alpin de 1987 à 1991, avec Luc Alphand, Jean-Luc Crétier et Franck Piccard.
Vainqueur du X GAME 1998

## Jeux olympiques d'hiver
| Épreuve / Édition | Albertville 1992 |
| Descente          | 27e              |

## Championnats du monde
| Épreuve / Édition | Saalbach 1991 | Morioka 1993 |
| Descente          | 11e           | 6e           |

## Coupe du Monde
- Meilleur classement final: 49e en 1993.
- Meilleur résultat: 4e.
- Vainqueur du Derby de La Meije en 1997

## Championnats de France
- Champion de France de Descente en 1986

## Publication
- Histoire des top guns → Ski Chrono - Mars 2008 - Top Guns, l'aventure éphémère